# Modèle causal de Neyman-Rubin
Le modèle causal de Neyman-Rubin (ou modèle à résultats potentiels, en anglais potential outcome model) est un cadre de pensée permettant d'identifier statistiquement l'effet causal d'une variable sur une autre. La première version du modèle a été proposée par Jerzy Neyman en 1923 dans son mémoire de maîtrise. Le modèle a ensuite été généralisé par Donald Rubin dans un article intitulé « Estimating Causal Effects of Treatments in Randomized and Nonrandomized Studies ». Le nom du modèle a été donné par Paul Holland dans un article de 1986 intitulé « Statistics and Causal Inference »,.